# 이계전 묘
이계전 묘는 대한민국 경기도 여주시 점동면 사곡리에 있다. 1996년 10월 26일 여주시의 향토유적 제16호로 지정되었다.

## 개요
이계전(1404~1459)은 세조대의 문신으로 본관은 한산(韓山), 자는 병보(屛甫), 호는 존양재(存養齋)이다. 목은(牧隱) 이색(李穡, 1328~1396)의 손자이자 양경공(良景公) 이종선(李種善, 8~1438)의 아들이며 양촌(陽村) 권근(權近, 1352~1409)의 외손(外孫)이다. 1427년(세종 9)에 친시문과에 급제하여 집현전학사가 되고, 1436년(세종 18)에 왕명으로 김문(金汶, ?~1448) 등과 『강목통감훈의(綱目通鑑訓義)』를 편찬하였다.